# Michèle Barrett
Michèle Barrett (* 1949) ist eine britische Soziologin und emeritierte Professorin für Moderne Literatur und Kulturtheorie an der Queen Mary University of London. Von 1993 bis 1995 amtierte sie als Präsidentin der British Sociological Association.
Barrett studierte Soziologie an der University of Durham und der University of Sussex und wurde 1976 in Sussex mit einer literatursoziologischen Dissertation promoviert. Sie war seit 1975 am Department für Soziologie der City, University of London tätig, wo sie 1989 zur Professorin ernannt wurde. Von 1990 bis 1996 war sie dort Direktorin des Centre for Research on Gender, Ethnicity and Social Change. Im Jahr 2000 wechselte sie als Professorin für moderne Literatur- und Kulturtheorie an die School of English and Drama der Queen Mary University of London.

## Schriften (Auswahl)
- Casualty figures. How five men survived the First World War. Verso, New York/London 2007, ISBN 9781844672301.
- gemeinsam mit Duncan Barrett: Star Trek. The Human Frontier. Polity Press, Cambridge 2001, ISBN 0-7456-2490-1 (aktualisierte Neuauflage Routledge, London 2017, ISBN 9781138699601).
- Imagination in theory. Culture, writing, words, and things. New York University Press, New York 1999, ISBN 0814713432.
- The politics of truth. From Marx to Foucault. Stanford University Press, Stanford 1991, ISBN 0804720045.
- mit Mary Susan McIntosh: The Anti-Social Family. Verso, London 1982 (Neuauflage 2015).
- Women's oppression today. Problems in Marxist feminist analysis. NLB, London 1980, ISBN 0860910334; Neuauflage als: Women's oppression today. The Marxist/feminist encounter.  Verso, London/New York 2014, ISBN 9781781680148.
  - deutsche Übersetzung: Das unterstellte Geschlecht. Umrisse eines materialistischen Feminismus.  Argument-Verlag, Berlin 1983, ISBN 978-3-88619-034-8.